# Бодрова, Елена Эдуардовна
Елена Эдуардовна Бодрова (в замужестве — Романова; род. 24 июля 1986, Магнитогорск) — российская писательница, художник-иллюстратор, композитор, музыкант. Лауреат Международной литературной детской премии им. В. П. Крапивина (2020) и всероссийского конкурса на лучшее литературное произведение для детей и юношества «Книгуру» (2021).

## Биография
Елена Бодрова родилась 24 июля 1986 года в Магнитогорске в семье инженеров. Уже с детства увлеклась творчеством: писала стихи, небольшие рассказы, сочиняла песни, рисовала.
По окончании школы поступила в Магнитогорский государственный университет по специальности «Психология», который закончила в 2008 году. Также в 2018 году окончила Магнитогорскую консерваторию им. М. И. Глинки по специальности «Композиция». Работала в общеобразовательной школе психологом, в музыкальной школе преподавателем теоретических дисциплин. С 2013 года писала музыку для рекламных роликов и студенческих кинофильмов. Кроме того, она является автором академической музыки для магнитогорских музыкальных ансамблей.
Дебютным произведением для Елены Бодровой стала вышедшая в 2017 году книга-мюзикл «Корабль на крыше», которая была замечена жюри крупных литературных премий. Её повесть «Белая» получила ряд наград, среди которых специальный приз литературного конкурса «Новая детская книга» в открытом читательском голосовании в номинации «Для тех, кому за шесть» и премию им. В. П. Крапивина в номинации «Выбор литературного совета». В 2021 году с повестью «Никому не нужно небо» стала лауреатом всероссийского конкурса на лучшее литературное произведение для детей и юношества «Книгуру».

## Награды и премии
- 2018 — «Корнейчуковская премия» (II премия) в номинации «Проза для детей старшего возраста и юношества, зарубежные авторы» на VI Международном Корнейчуковском фестивале детской литературы (за книгу «Перья»);
- 2018 — диплом финалиста Международной литературной детской премии им. В. П. Крапивина (за книгу «Перья»);
- 2018 — специальный приз от Свердловской детской библиотеки для детей и молодёжи при поддержке издательства «Генри Пушель» (за книгу «Перья»);
- 2018 — специальный приз литературного конкурса «Новая детская книга» в открытом читательском голосовании в номинации «Для тех, кому за шесть» (за повесть «Белая»);
- 2020 — лауреат Международной литературной детской премии им. В. П. Крапивина в номинации «Выбор литературного совета» (за повесть «Белая»);
- 2021 — лауреат всероссийского конкурса на лучшее литературное произведение для детей и юношества «Книгуру» (за повесть «Никому не нужно небо»).